# USS Thomas (1894)
USS Thomas - amerykański okręt pomocniczy. 
Został zwodowany jako „Persia” w 1894. Został zbudowany dla Hamburg America Line z przeznaczeniem na linię do Nowego Jorku. Został zakupiony przez Atlantic Transport Line w 1897 ponieważ był „praktycznie siostrzaną jednostką” dla innych statków typu Massachusetts posiadanych już przez tę linię. Przez nowych właścicieli został przemianowany na „Minnewska”. Następnego roku został jedną z sześciu jednostek linii zarekwirowanych przez rząd amerykański do służby transportowej w czasie wojny amerykańsko-hiszpańskiej. Przez rząd został zakupiony za sumę 660 000 dolarów 26 lipca 1898. Przemianowany na „Thomas”, patronem okrętu był bohater wojny secesyjnej (w tym bitwy pod Chickamauga) generał George Henry Thomas.
Najbardziej znanym rejsem jednostki było przetransportowanie w sierpniu 1901 grupy 540 amerykańskich nauczycieli i członków ich rodzin na Filipiny, gdzie mieli rozpocząć nową erę publicznej edukacji. Grupa ta wraz z innymi członkami edukacji (transportowanych na innych jednostkach) stała się znana jako Thomasites, która to nazwa pochodziła od USS „Thomas”. Korpus Pokoju wywodzi swoją tradycję od tych grup nauczycieli.